# Площадь Евразии
Пло́щадь Евразии (до 24 июля 2024 года — Пло́щадь Европы) — площадь в Москве в районе Дорогомилово Западного административного округа. Расположена между Бережковской набережной, Киевским вокзалом и Киевским (Бородинским) сквером, за пределами Садового кольца на берегу Москвы-реки.

## История
Площадь строилась со 2 сентября 2001 года по 15 сентября 2002 года в рамках совместного российско-бельгийского проекта как символ единства Европы (подобные проекты были реализованы и в других городах Европы и Азии). Архитектором проекта стал главный архитектор Российской Академии наук Юрий Платонов, кавалер ордена «За заслуги перед Отечеством» IV степени.
18 марта 2023 года, на фоне продолжающейся российско-украинской войны, с площади Европы в Москве убрали все флаги европейских стран. Официально никаких заявлений по этому поводу не было, снизу вывешен огромный триколор. 24 июля 2024 года площадь Европы была переименована в площадь Евразии, такое постановление подписал мэр Москвы Сергей Собянин.

## Архитектурные особенности
На площади расположены 48 колонн с флагами стран Евразии. В центре площади расположена скульптура «Похищение Европы» (проект бельгийского скульптора Оливье Стребеля). Невдалеке находится закладной камень памятника «300-летию воссоединения Украины с Россией».

### Скульптура «Похищение Европы»
На площади установлена авангардистская скульптура «Похищение Европы» (проект бельгийского скульптора Оливье Стребеля) — самое масштабное из абстрактных скульптурных сооружений Москвы: внешний диаметр четырёхкаскадной чаши фонтана, в котором установлен скульптура, составляет 50 метров. Высота центральной композиции составляет 11 метров. Фонтан имеет светодинамическую подсветку, смонтированную из 4000 (четырёх тысяч) светодиодных светильников.

## Галерея
- Фонтан на Площади Евразии ночью
- Место до устройства площади. Вид при выходе с вокзала, 1966 год
- Скульптура «Похищение Европы»
- Гостиница Рэдиссон Славянская, площадь Евразии, 2
- Вид на здание Киевского вокзала с закладным памятным знаком (каменным кубом) заложении площади Европы[6]
- Флаги государств Евразии